# 吊路灯
“吊路灯”或“挂路灯”是一句政治口号，源自于法语中的（中文：“吊死在灯柱上！”，其中在法语中表示“灯”或“灯柱”）。这句话首次使用于法国大革命初期，也就是1789年巴黎的夏天，在当时主要用于煽动暴民以私刑处死某人。这时的灯柱常被巴黎市民用作私刑的吊杆，来处死一些官员或贵族。
这一法国俗语的英式英语近义词是"String Them Up!"，美式英语则是"Hang 'Em High!"。中文在历史意义上最接近的一个词可能是“打倒...”。在当代中文互联网上，常用“吊路灯”形容这一行为，相近的词语包括具有左翼民粹主义和地狱笑话意味的形容被处决者（或被认为应该被处决者）的用语“路灯挂饰”。
在大革命时期的法国，路灯成为了民众和街头正义的象征。“吊路灯”这句口号在革命歌曲《啊，都会好》中就有出现，曾从事法律工作的记者，也是雅各宾派社会活动家的卡米耶·德穆兰自称为“路灯律师”，他还写过一本题为“灯柱在对巴黎人说话”的小册子。随着共和政府的建立，路灯不再作为处决的工具，而是被断头台和革命法庭取代。然而“吊路灯”这一传统却以象征性形式留存下来，二十和二十一世纪的街头抗议常常也将不受欢迎政治人物的画像悬挂起来
。

## 延伸阅读
- Arasse, Daniel: La Guillotine et l’imaginaire de la Terreur, Paris, Flammarion, 1987. （法語）
- Bertaud, Jean-Paul: La Presse et le pouvoir de Louis XIII à Napoléon Ier, Paris, Perrin, 2000. （法語）
- Gueniffey, Patrice: La Politique de la terreur. Essai sur la violence révolutionnaire, 1789-1939, Paris, Fayard, 2000. （法語）
- Kennedy, Emmet: A Cultural History of the French Revolution, New Haven, CT, Yale University Press, 1989
- Rogers, Corwell B.: The Spirit of Revolution in 1789: A Study of Public Opinion as Revealed in Political Songs and Other Popular Literature at the Beginning of the French Revolution. Princeton, NJ, Princeton University Press, 1949